# Валерія Д'Обічі
Валерія Д'Обічі, італ. Valeria D'Obici (* 17 квітня 1952 Леричі, Італія) — італійська акторка.

## Біографія
Дебютувала на великому екрані в ролі Фалени в кримінальній стрічці Лучіано Ерколе «La polizia ha le mani legate» (1975). Широку популярність Валерії Д'Обічі принесла роль Фоскі в картині відомого італійського режисера Етторе Скола «Любовна пристрасть» (1981). Блискуча акторська робота була удостоєна премії «Давид ді Донателло» в 1981 році, номінована на "Золотий глобус". Актриса працювала з режисерами Ліліаною Кавані, Пупо Аванті, Кастелано і Піполо, Луїджі Коменчіні, Діно Різі, Габріеле Муччіно.

## Фільмографія
- 1974 — La polizia ha le mani legate
- 1976 — Classe mista
- 1976 — La banca di Monate
- 1980 — Masoch
- 1980 — Sbamm!
- 1981 — Delitto al ristorante cinese
- 1981 — Passione d'amore
- 1982 — Piso pisello
- 1983 — Fuga dal Bronx
- 1984 — Cuore
- 1984 — Чималий скандал (Uno scandalo perbene) — Каміла Гідіні
- 1984 — …e la vita continua
- 1985 — Colpo di fulmine
- 1985 — Desiderando Giulia
- 1986 — 45º parallelo
- 1986 — Morirai a mezzanotte
- 1986 — Yuppies — I giovani di successo
- 1988 — La rosa bianca
- 1988 — Mia moglie è una bestia
- 1991 — L'avvoltoio può attendere
- 1992 — Anni 90
- 1993 — Dove siete? Io sono qui
- 1993 — L'amore dopo
- 1994 — L'amico immaginario
- 1995 — L'ombra abitata
- 1998 — Il testimone dello sposo
- 1999 — Come te nessuno mai
- 2001 — Regina degli scacchi
- 2002 — La guerra è finita
- 2003 — Август. Перший імператор
- 2005 — La seconda notte di nozze
- 2022 — Данте (Dante) — Сестра Беатріс

## Джерело
- Сторінка в інтернеті [Архівовано 15 січня 2015 у Wayback Machine.]

| Актор | Це незавершена стаття про акторку. Ви можете допомогти проєкту, виправивши або дописавши її. |